# Gerberngassbrunnen
Der Gerberngassbrunnen ist ein Brunnen in Solothurn an der Gerberngasse 2.

## Geschichte
Der Brunnen wird im Brunnenbuch von 1717 erwähnt; in jenem von 1841 wird er als „Gemeindsbrunnen auf dem alten Stadtbadplatz“ bezeichnet. Der heutige Brunnen des ausgehenden 18. Jahrhunderts war ursprünglich an der Nordfassade des alten Stadtbades aufgestellt. Anlässlich des Neubaus der alten Solothurner Handelsbank 1847 wurde das Brunnenbecken an Stelle des Bades etwas ostwärts versetzt.

## Beschreibung
Es handelt sich um einen Louis-seize-Wandbrunnen aus Solothurner Kalkstein mit einer halbrunden gerippten Muschelschale. Der kannelierte Brunnenstock hat eine Pinienzapfenbekrönung und geometrisierende Seitenvoluten.